# Ligneyrac
Ligneyrac est une commune française située dans le département de la Corrèze, en région Nouvelle-Aquitaine.

## Géographie
Au sud du département de la Corrèze, en limite du département du Lot, la commune de Ligneyrac s'étend sur 8,36 km2. Bordée à l'ouest par la Tourmente, un affluent de la Dordogne, elle fait partie de l'aire d'attraction de Brive-la-Gaillarde.
L'altitude minimale, 138 mètres, se trouve à l'extrême-sud, là où la Tourmente quitte la commune et entre dans le département du Lot et sert de limite entre celles de Cavagnac et Sarrazac. L'altitude maximale avec 332 mètres est localisée tout au nord, entre les lieux-dits Leygonie et Langlade.
Le bourg de Ligneyrac, traversé par la route départementale (RD) 150E2, se situe, en distances orthodromiques, quatorze kilomètres au sud-est de Brive-la-Gaillarde.
Le territoire communal est également desservi par les RD 19 et 162.

### Communes limitrophes
Ligneyrac est limitrophe de six autres communes, dont deux dans le département du Lot.

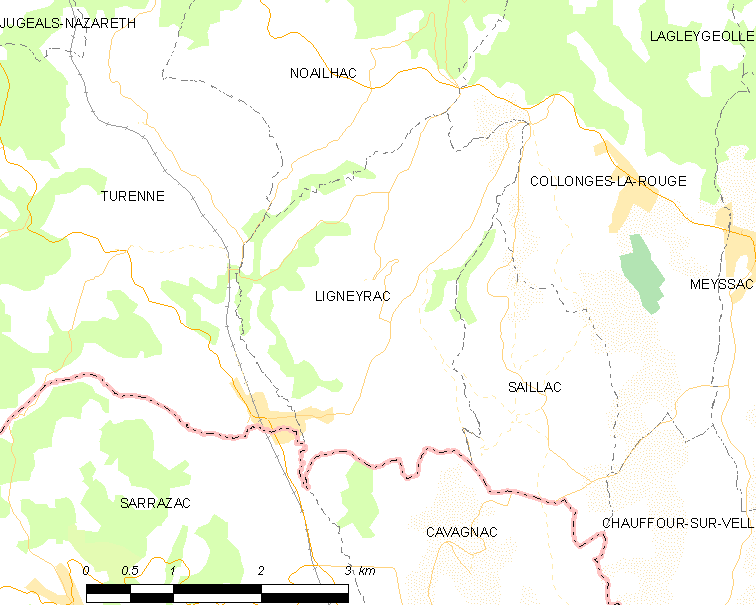
Carte de Ligneyrac et des communes avoisinantes.

Les communes limitrophes sont  Cavagnac, Collonges-la-Rouge, Cressensac-Sarrazac, Noailhac, Saillac et Turenne.
|                | Noailhac       | Collonges-la-Rouge |
| Turenne        | Ligneyrac      | Saillac            |
| Sarrazac (Lot) | Cavagnac (Lot) |                    |

### Climat
Pour des articles plus généraux, voir Climat de la Nouvelle-Aquitaine et Climat de la Corrèze.
Historiquement, la commune est dans une zone de transition entre les climats océaniques aquitain et montagnard.
En 2020, Météo-France publie une typologie des climats de la France métropolitaine dans laquelle la commune est dans une zone de transition entre le climat océanique altéré et le climat de montagne et est dans la région climatique  Ouest et nord-ouest du Massif Central, caractérisée par une pluviométrie annuelle de 900 à 1 500 mm, maximale en automne et en hiver.
Pour la période 1971-2000, la température annuelle moyenne est de 12,5 °C, avec  une amplitude thermique annuelle de 15,5 °C. Le cumul annuel moyen de précipitations est de 1 078 mm, avec 11,9 jours de précipitations en janvier et 7,2 jours en juillet. Pour la période 1991-2020, la température moyenne annuelle observée sur la station météorologique la plus proche, située sur la commune de Nespouls à 9 km à vol d'oiseau, est de 12,6 °C et le cumul annuel moyen de précipitations est de 836,4 mm,. Pour l'avenir, les paramètres climatiques de la commune estimés pour 2050 selon différents scénarios d’émission de gaz à effet de serre sont consultables sur un site dédié publié par Météo-France en novembre 2022.

## Urbanisme

### Typologie
Au 1er janvier 2024, Ligneyrac est catégorisée commune rurale à habitat très dispersé, selon la nouvelle grille communale de densité à 7 niveaux définie par l'Insee en 2022.
Elle est située hors unité urbaine. Par ailleurs la commune fait partie de l'aire d'attraction de Brive-la-Gaillarde, dont elle est une commune de la couronne,. Cette aire, qui regroupe 80 communes, est catégorisée dans les aires de 50 000 à moins de 200 000 habitants,.

### Occupation des sols
L'occupation des sols de la commune, telle qu'elle ressort de la base de données européenne d’occupation biophysique des sols Corine Land Cover (CLC), est marquée par l'importance des territoires agricoles (97,4 % en 2018), en augmentation par rapport à 1990 (88,6 %). La répartition détaillée en 2018 est la suivante : 
prairies (52,3 %), zones agricoles hétérogènes (43,6 %), forêts (1,9 %), cultures permanentes (1,6 %), zones urbanisées (0,7 %).
L'évolution de l’occupation des sols de la commune et de ses infrastructures peut être observée sur les différentes représentations cartographiques du territoire : la carte de Cassini (XVIIIe siècle), la carte d'état-major (1820-1866) et les cartes ou photos aériennes de l'IGN pour la période actuelle (1950 à aujourd'hui).

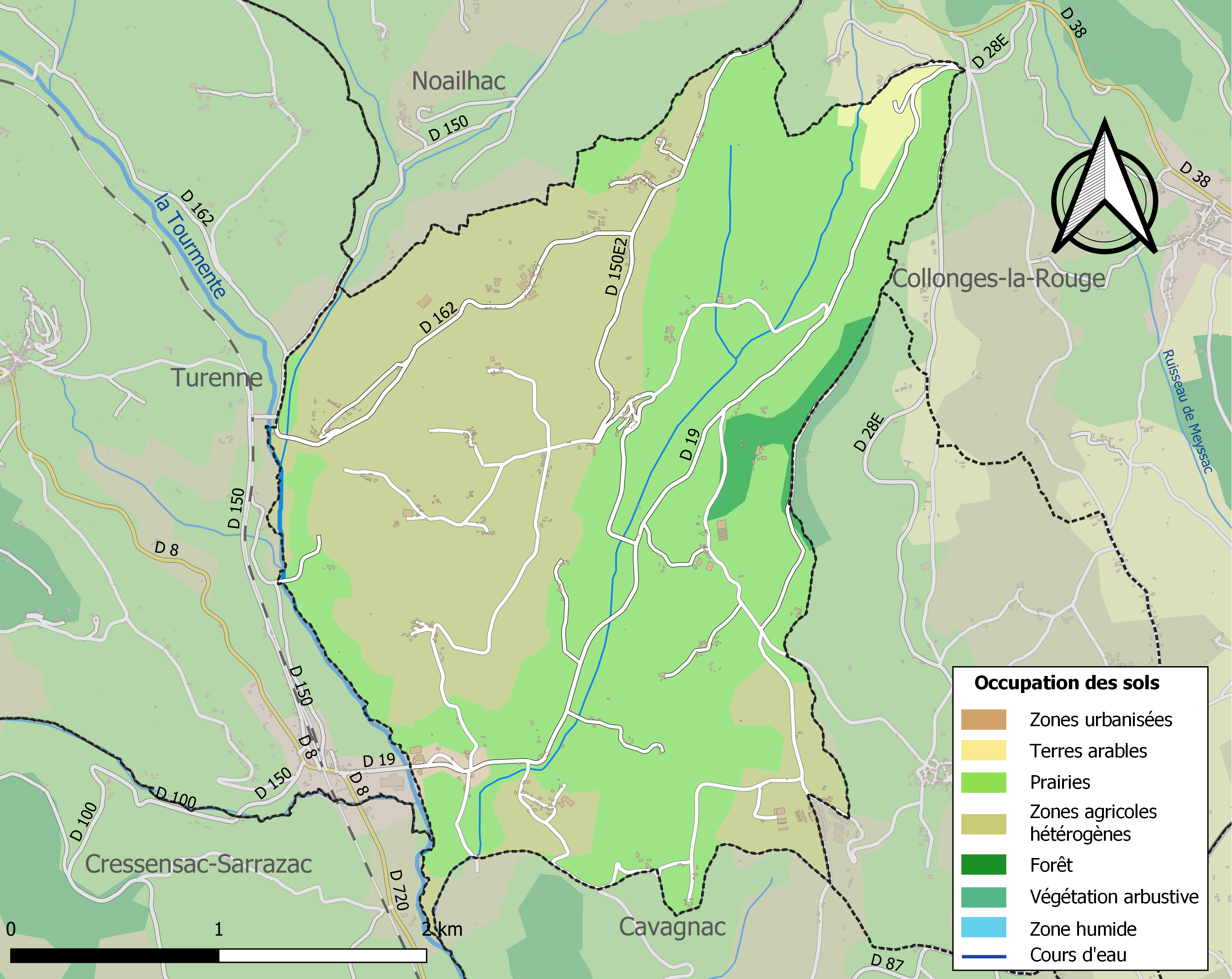
Carte des infrastructures et de l'occupation des sols de la commune en 2018 (CLC).

### Transport routier
- Réseau Réseau interurbain de la Corrèze

### Risques majeurs
Le territoire de la commune de Ligneyrac est vulnérable à différents aléas naturels : météorologiques (tempête, orage, neige, grand froid, canicule ou sécheresse), inondations, feux de forêts, mouvements de terrains et séisme (sismicité très faible). Il est également exposé à un risque particulier : le risque de radon. Un site publié par le BRGM permet d'évaluer simplement et rapidement les risques d'un bien localisé soit par son adresse soit par le numéro de sa parcelle.

#### Risques naturels
Certaines parties du territoire communal sont susceptibles d’être affectées par le risque d’inondation par débordement de cours d'eau, notamment la Tourmente,.

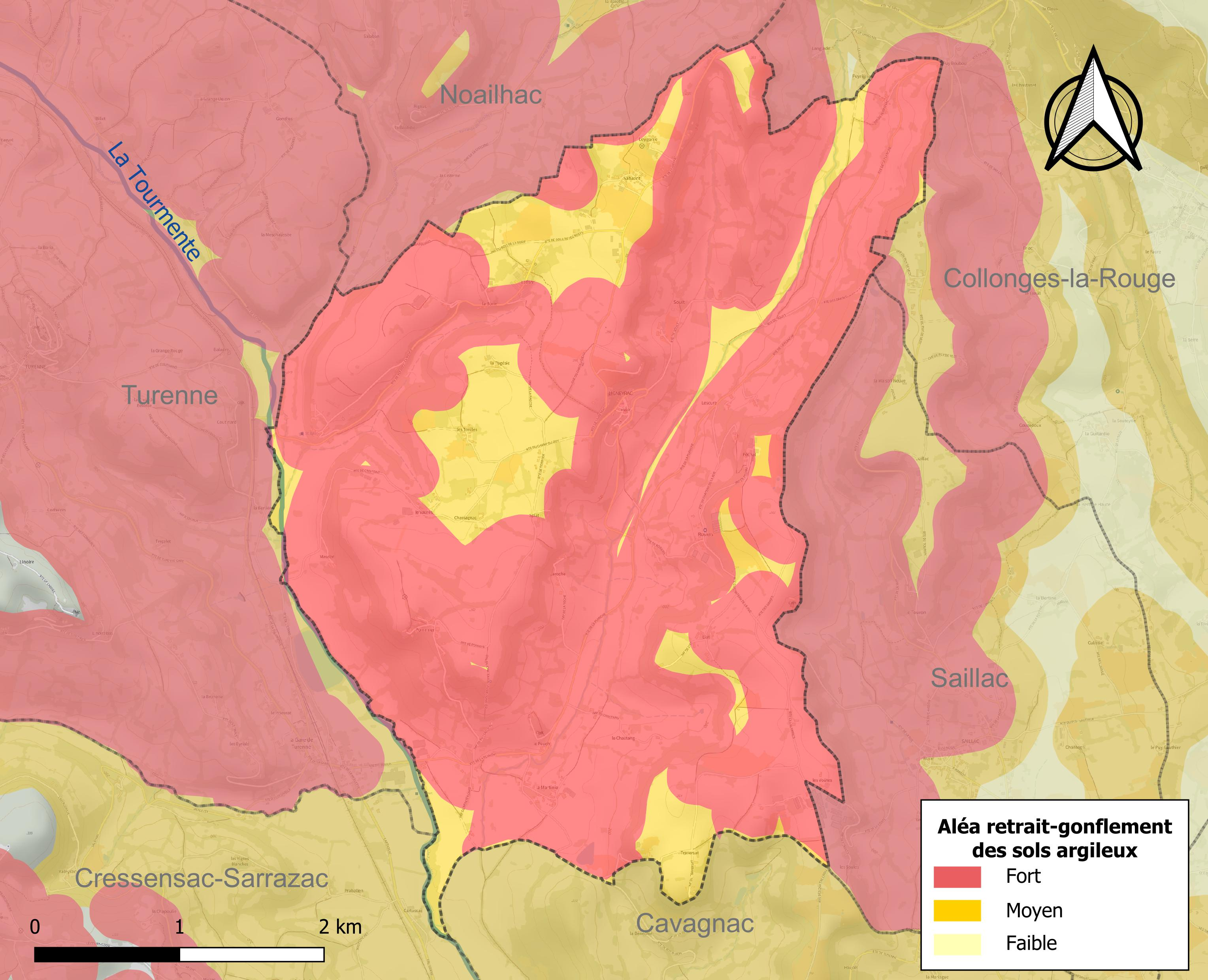
Carte des zones d'aléa retrait-gonflement des sols argileux de Ligneyrac.

La commune est vulnérable au risque de mouvements de terrains constitué principalement du retrait-gonflement des sols argileux. Cet aléa est susceptible d'engendrer des dommages importants aux bâtiments en cas d’alternance de périodes de sécheresse et de pluie. La totalité de la commune est en aléa moyen ou fort (26,8 % au niveau départemental et 48,5 % au niveau national). Sur les 180 bâtiments dénombrés sur la commune en 2019, 180 sont en aléa moyen ou fort, soit 100 %, à comparer aux 36 % au niveau départemental et 54 % au niveau national. Une cartographie de l'exposition du territoire national au retrait gonflement des sols argileux est disponible sur le site du BRGM,.
Concernant les feux de forêt, aucun plan de prévention des risques incendie de forêt (PPRIF) n’a été établi en Corrèze, néanmoins le code de l’urbanisme impose la prise en compte des risques dans les documents d’urbanisme. Le périmètre des servitudes d'utilité publique et des zones d'obligation légale de débroussaillement pour les particuliers est quant à lui défini pour la commune dans une carte dédiée.

#### Risque particulier
Dans plusieurs parties du territoire national, le radon, accumulé dans certains logements ou autres locaux, peut constituer une source significative d’exposition de la population aux rayonnements ionisants. Certaines communes du département sont concernées par le risque radon à un niveau plus ou moins élevé. Selon la classification de 2018, la commune de Ligneyrac est classée en zone 3, à savoir zone à potentiel radon significatif.

## Toponymie

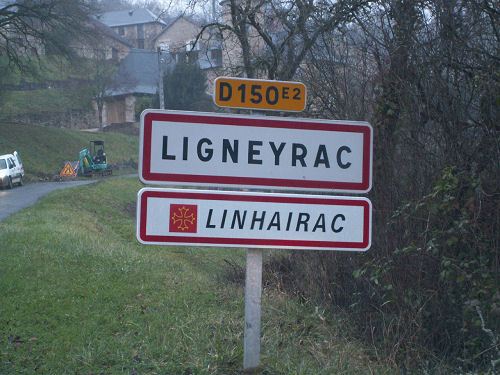
Panneau bilingue d'entrée de Ligneyrac (français et occitan).

Le nom de la commune se réfère à Linarius, un personnage latin auquel est accolé le suffixe -acum, indiquant le « domaine de Linarius ».
La commune se nomme Linhairac en occitan.

## Politique et administration

### Liste des maires
| Période                                  | Période        | Identité           | Étiquette | Qualité        |
| ---------------------------------------- | -------------- | ------------------ | --------- | -------------- |
| Les données manquantes sont à compléter. |                |                    |           |                |
|                                          |                |                    |           |                |
| mars 2001                                | mars 2014      | Bertrand Rivière   | PS        |                |
| mars 2014                                | septembre 2016 | Laurent Gay        |           |                |
| septembre 2016                           | février 2022   | Jean-Louis Monteil | PS        | Cadre retraité |
| février 2022                             | En cours       | Nathalie Duranton  |           |                |

## Démographie
Les habitants de Ligneyrac sont appelés les Ligneyracois.
L'évolution du nombre d'habitants est connue à travers les recensements de la population effectués dans la commune depuis 1793. Pour les communes de moins de 10 000 habitants, une enquête de recensement portant sur toute la population est réalisée tous les cinq ans, les populations de référence des années intermédiaires étant quant à elles estimées par interpolation ou extrapolation. Pour la commune, le premier recensement exhaustif entrant dans le cadre du nouveau dispositif a été réalisé en 2007.

En 2022, la commune comptait 293 habitants, en évolution de −4,56 % par rapport à 2016 (Corrèze : −0,59 %, France hors Mayotte : +2,11 %).
| 1793 | 1800 | 1806 | 1821 | 1831 | 1836 | 1841 | 1846 | 1851 |
| ---- | ---- | ---- | ---- | ---- | ---- | ---- | ---- | ---- |
| 735  | 703  | 698  | 832  | 845  | 810  | 805  | 858  | 857  |

| 1856 | 1861 | 1866 | 1872 | 1876 | 1881 | 1886 | 1891 | 1896 |
| ---- | ---- | ---- | ---- | ---- | ---- | ---- | ---- | ---- |
| 822  | 861  | 791  | 734  | 748  | 759  | 709  | 684  | 694  |

| 1901 | 1906 | 1911 | 1921 | 1926 | 1931 | 1936 | 1946 | 1954 |
| ---- | ---- | ---- | ---- | ---- | ---- | ---- | ---- | ---- |
| 651  | 608  | 581  | 500  | 513  | 581  | 562  | 534  | 479  |

| 1962 | 1968 | 1975 | 1982 | 1990 | 1999 | 2006 | 2007 | 2012 |
| ---- | ---- | ---- | ---- | ---- | ---- | ---- | ---- | ---- |
| 339  | 356  | 267  | 298  | 284  | 283  | 295  | 296  | 319  |

| 2017 | 2022 | - | - | - | - | - | - | - |
| ---- | ---- | - | - | - | - | - | - | - |
| 299  | 293  | - | - | - | - | - | - | - |

## Culture locale et patrimoine

### Lieux et monuments
- Église Saint-Cyr-et-Sainte-Julitte, romane du XIIe siècle, avec son oratoire, inscrits au titre des monuments historiques depuis 1928[26].
- Château du Peuch, datant probablement du XVe siècle, inscrit depuis 1998[27].
- Château des Roberts.
- Château de la Rue des XVIe et XVIIe siècles, inscrit pour ses façades et toitures depuis 1965[28].
- Fontaine Saint-Georges et source Saint-Eutrope.

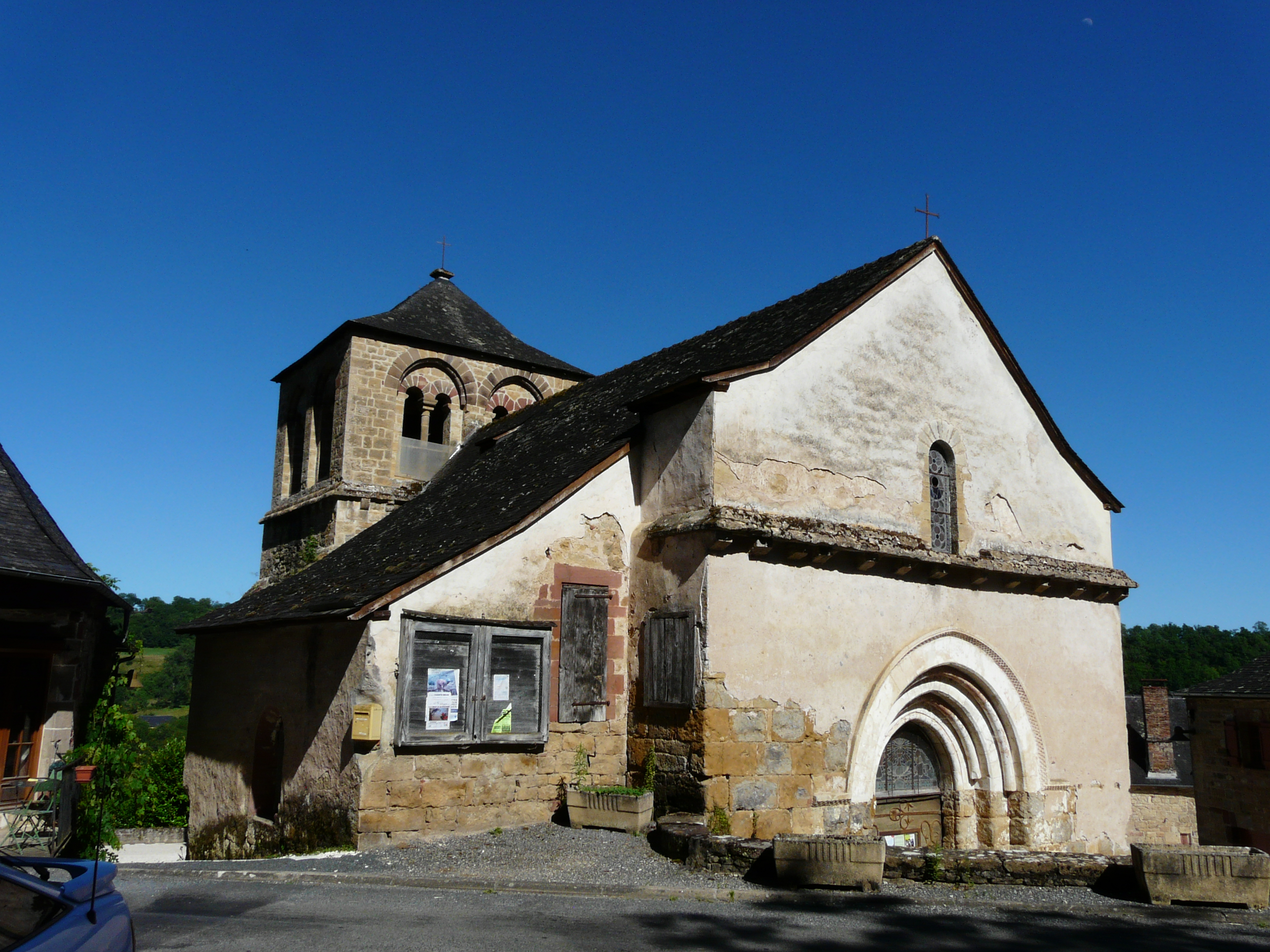
L'église Saint-Cyr-et-Sainte-Julitte.
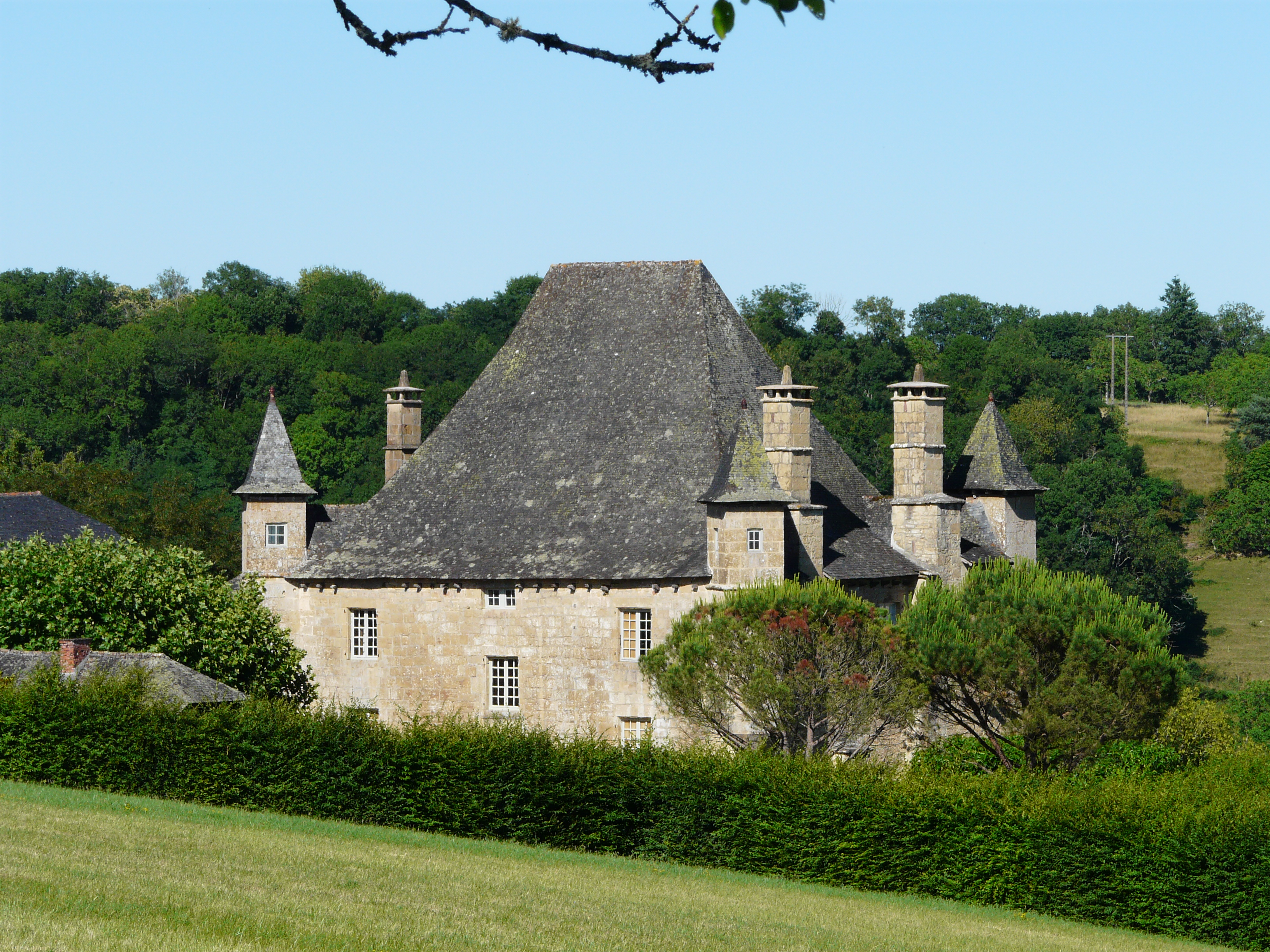
Le château de la Rue.
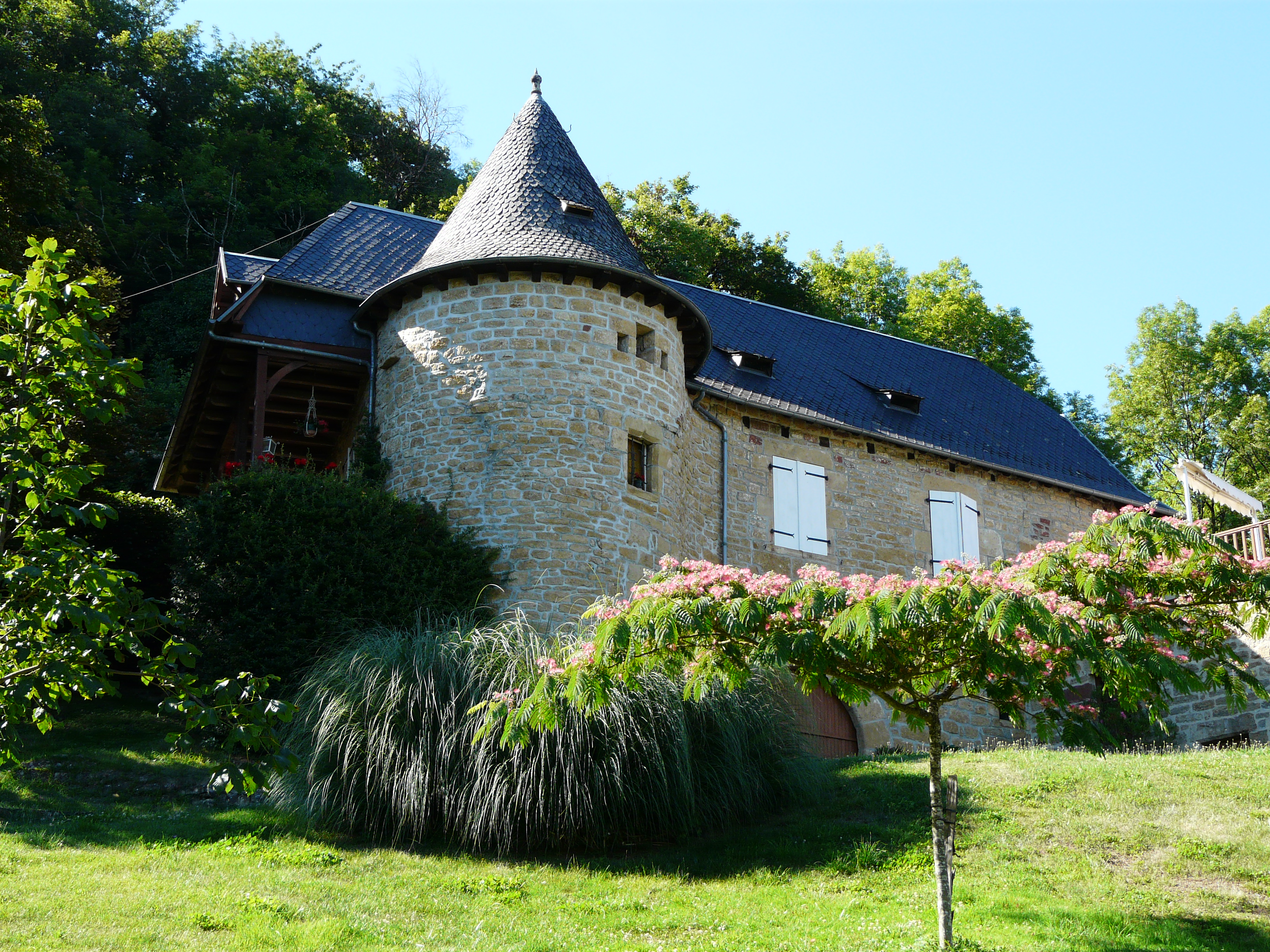
Maison dans le bourg de Ligneyrac.
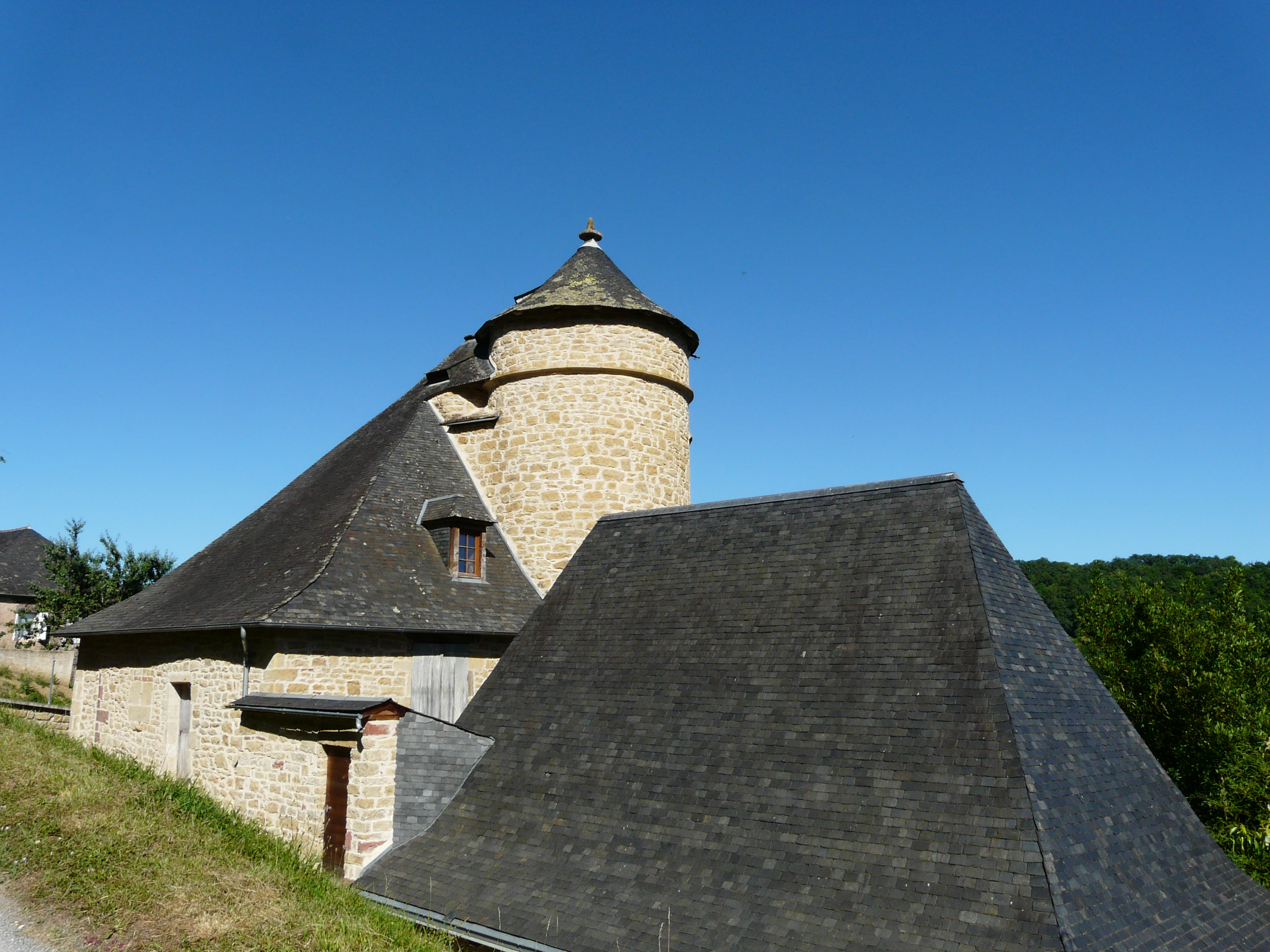
Maison dans le bourg de Ligneyrac.

### Personnalités liées à la commune
- Adhémar Robert, cardinal du XIVe siècle, né au château des Roberts.
- Raymond Datheil (1902-1983), poète, y fut jeune instituteur[29].

### Héraldique
| Blason de Ligneyrac | Blason  | D'argent à trois pals de gueules, au franc-canton coticé d'or et de gueules de douze pièces. |
| Blason de Ligneyrac | Détails | Le statut officiel du blason reste à déterminer.                                             |